# Eric Petterson
För andra betydelser, se Erik Pettersson.
Eric Axel Petterson, född 29 december 1890 i Västerås, död 19 mars 1979, var en svensk klarinettist, musikhandlare och tillverkare av klarinetter med varumärket EP. 
Petterson var förste klarinettist i Konsertföreningens orkester 1913–1931. Han var medlem i Radioorkestern åren 1924–1942. År 1923 startade han Eric Petterson musikinstrumenthandel, sedermera ombildad till aktiebolag. Musikhandeln låg på Linnégatan i Stockholm.
Klarinetterna tillverkades i två modeller. Kvalitet 1 med rullar för höger hands lillfinger och kvalitet 2 utan rullar. Tonvikten var lagd på blåsinstrument. Företaget upphörde 1974, då Eric Pettersson av åldersskäl överlät klarinettillverkningen till den franska firman Robert Malerne som under en period tillverkade klarinetter efter Eric Pettersons specifikationer märkta modell E.P. Eric Petterson tillverkade även klarinettmunstycken märkta Conbrio Stockholm. Efter överlåtelsen levde företaget vidare som en del av Almqvist & Wiksell med försäljning och reparationer som verksamhetsområde.
På Eric Petterson-fabriken tillverkades även brassinstrument under namnet Euphony. Flera modeller var baserade på Ahlberg & Ohlssons instrument. Eric Petterson importerade också brassinstrument från Tyskland som märktes "Imported by Eric Petterson Stockholm", vissa även märkta "Royal Tone". 
Eric Petterson sålde marschvirveltrummor märkta Eric Petterson Stockholm. Dessa tillverkades av Ramona musik. Han är begravd på Norra begravningsplatsen utanför Stockholm.